# مصطفى رسمي
مصطفى أفندي رسمي هو مترجم مصري، كان أستاذًا للغة التركية بنظارة المعارف العمومية في عهد الخديو إسماعيل. اشترك مع محمد قدري باشا في تنقيح الدستور العثماني بطلب من السلطان عبد العزيز. وقد أتم الرجلان المهمة مستخلصين التنقيحات من المؤلفات الأوروبية، ووضع باللغات التركية والعربية والفرنسية. ومصطفى أفندي رسمي هو والد إبراهيم باشا ممتاز.